# Кардашинский Лиман
Кардашинский Лиман — озеро в дельте Днепра, расположенное на территории Херсонского и Скадовского районов (Херсонская область, Украина). Площадь — 5,8, 5,1 км². Тип общей минерализации — пресное. Происхождение — речное (дельтовое). Группа гидрологического режима — сточное.
Расположено в границах Нижнеднепровского национального природного парка.

## География
Кардашинский Лиман является озером, возникшим на месте одного из древних рукавов Нижнего Днепра.
Длина — 5 км, ширина — 1,5 км. Глубина — до 2 м. Прозрачность воды до 1 метра, минерализация составляет 175—320 мг/л. Южные берега высокие, песчаные, северные — низкие, пойменные. Зимой замерзает. Дно устлано слоем чёрного сапропелевого ила, в южной части — песчаное. 
Кардашинский Лиман сообщается с Днепром протоками. Северная (восточная) часть расположена в границах Херсонского района, южная (западная) — Скадовского. В озеро впадает ерик Чайка, ответвляющаяся от протоки Конка, с озера вытекает протока Чайка. Затем Чайка впадает в Конку. Также лиман сообщается меньшими водотоками с протокой Конка.
В биотическом балансе озера преобладают фитопланктон и высшие водные растения. Вдоль берегов заросли прибрежно-водной растительности (тростник обыкновенный, камыш озёрный, рдест, валлиснерия спиральная, сальвиния плавающая, рогульник плавающий). Сине-зелёные водоросли обуславливают цветения воды. Кардашинский Лиман — место нереста ценных видов рыб, в частности осетровых. Водится ондатра.